# Сліма

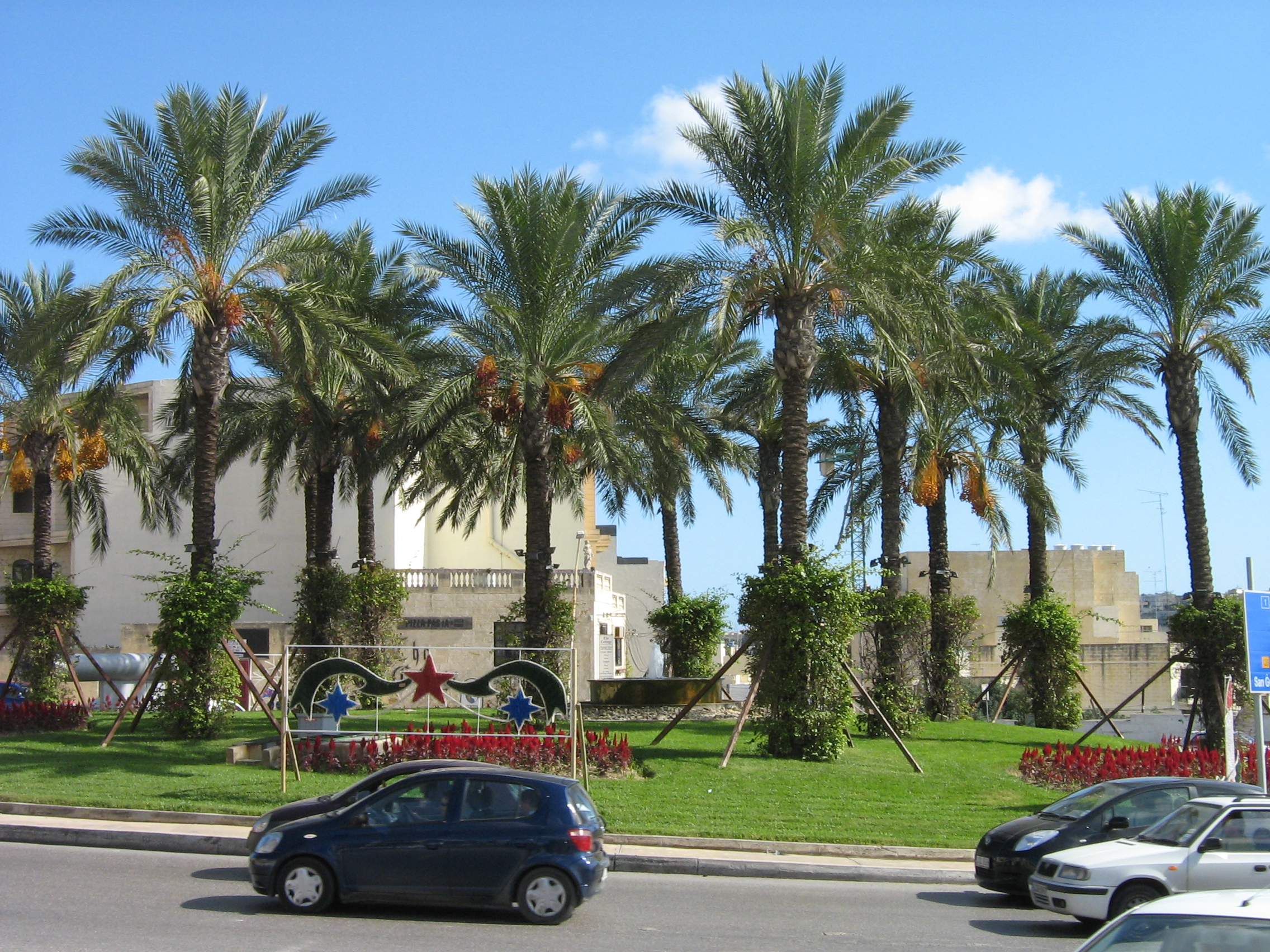
Сліма в листопаді

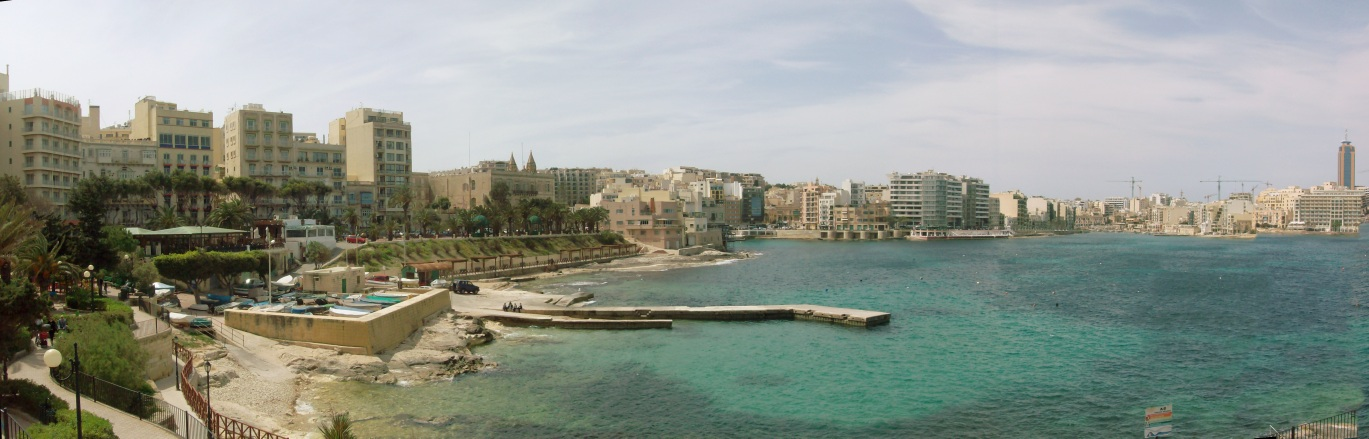
Панорама узбережжя

Сліма (мальт. Tas-Sliema, англ. Sliema) — місто, розташоване на північному узбережжі Мальти. Це важливий центр шопінгу і відпочинку. Сліма — це головна житлова і торгова зона острова, тут розташовано багато готелів Мальти. Сліма означає «частина, комфорт», раніше була тихим рибальським селом на півострові вздовж бухти Марсамксетт з Валетти. Сучасна Сліма та її узбережжя — це основне туристичне місце на Мальті. Курортний сезон триває цілий рік.

## Відомі уродженці
В Слімі народилось декілька відомих людей. Це батьківщина колишнього прем'єр-міністра доктора Альфреда Сента; доктора Майкла Фальзоне з Мальтійської лейбористської партії; капітана Джорджа Стівала, верховного комісара Мальти в Австралії в 1950—1960 роках; британського журналіста Пітера Гітченса і вокаліста Марка Стораца зі швейцарського гурту важкого металу «Krokus».